# Octan eslikarbazepiny
Octan eslikarbazepiny – organiczny związek chemiczny, pochodna dibenzoazepiny. Stosowany jako lek o działaniu przeciwdrgawkowym. Metabolizowany jest w wątrobie do eslikarbazepiny, której prolekiem jest też okskarbazepina.
Wykazuje podobne właściwości antynapadowe co okskarbazepina, ale różni się od niej farmakokinetyką.
Dopuszczony do sprzedaży w Europie w roku 2009 (preparat Zebinix), a w USA w roku 2013 (Aptiom).